# Суха кладка

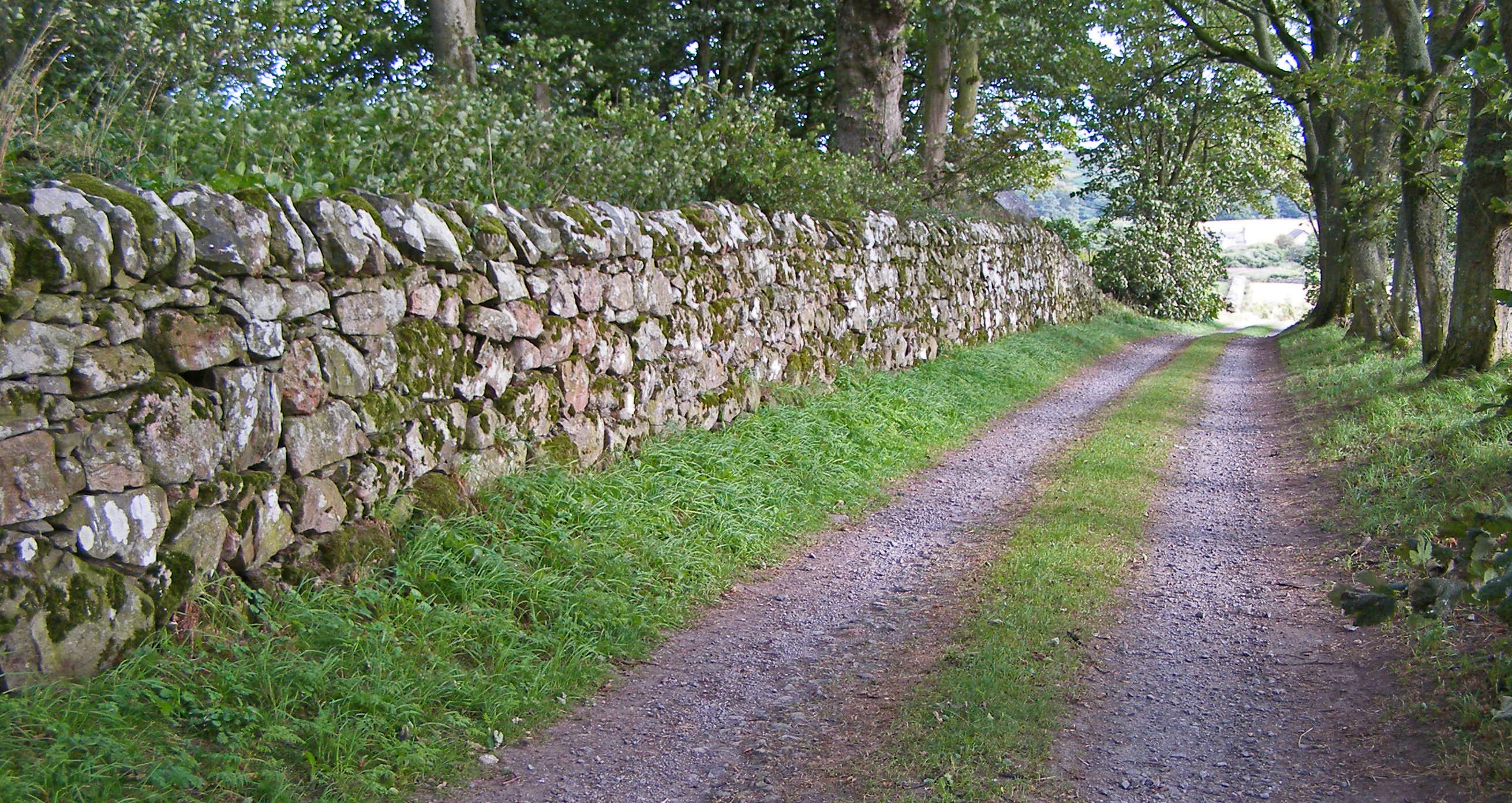
Стіна XVII століття в Мачолз-Касл, Шотландія

Суха кладка — метод будівництва з каменю без використання зв'язувального розчину. Стійкість сухої кладки забезпечує наявність несного фасаду з ретельно підібраних один до одного зчіплюваних каменів. Це найдавніший з методів кам'яної кладки. Зазвичай його використовують для будівництва стін, однак відомі цілі будівлі та мости, споруджені подібним методом.
Першими будівельниками, що звернули особливу увагу на сейсмостійкість капітальних будівель, зокрема, сухої кладки стін будівель, були Інки, стародавні жителі Перу. Особливостями архітектури інків є надзвичайно ретельне та щільне (так, що між блоками не можна просунути й лезо ножа) припасовування кам'яних блоків (часто неправильної форми й дуже різних розмірів) один до одного без використання будівельних розчинів.
Завдяки цим особливостям кладка інків не мала резонансних частот і точок концентрації напружень, маючи додаткову міцність склепіння. При землетрусах невеликої та середньої сили така кладка залишалася практично нерухомою, а при сильних — камені «танцювали» на своїх місцях, не втрачаючи взаємного розташування і після закінченні землетрусу ставали на свої місця.
Ці обставини дозволяють вважати суху кладку стін у виконанні інків одним з перших в історії пристроїв пасивного віброконтролю будівель.

## Галерея

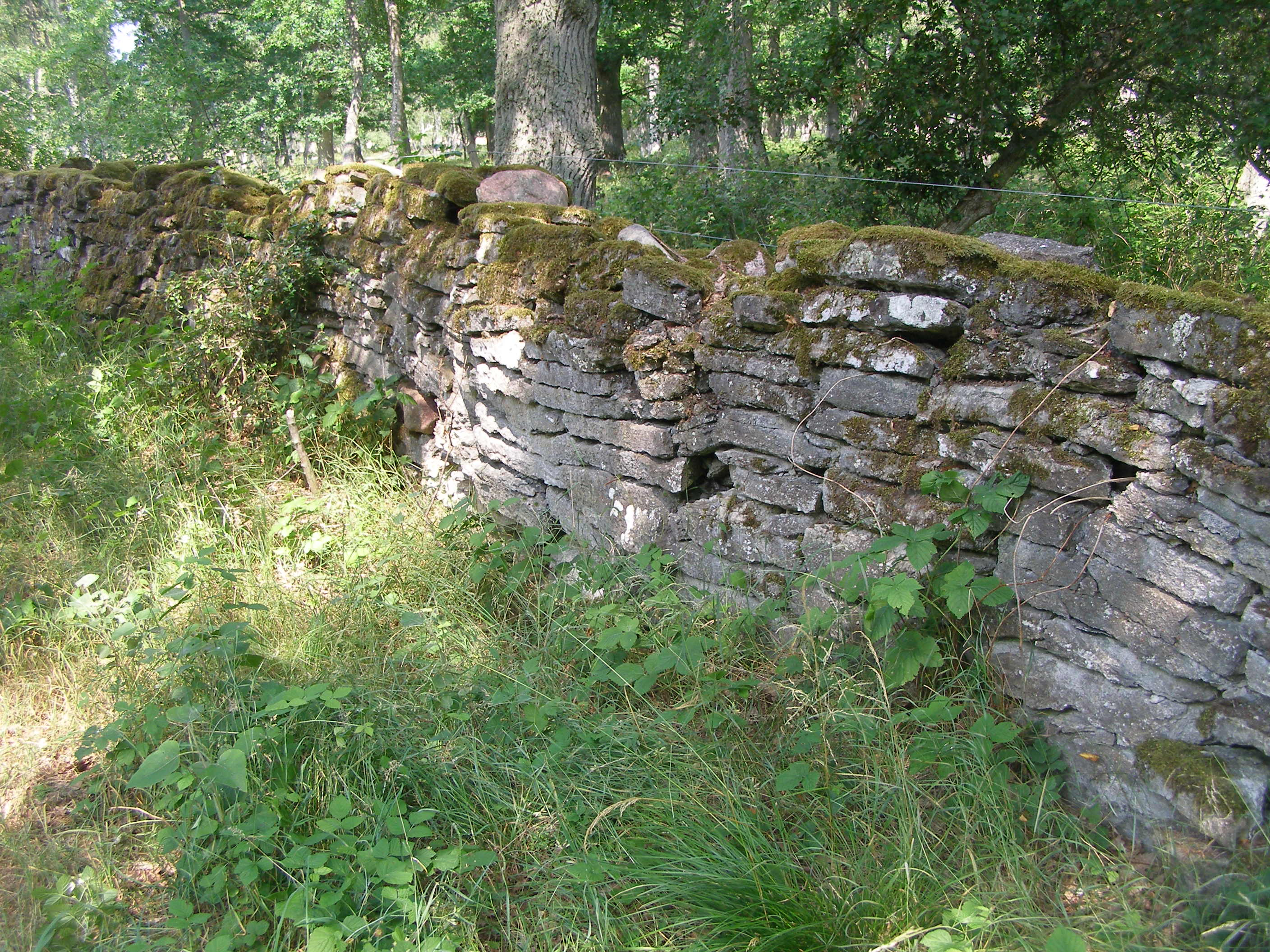
Середньовічна стіна в заповіднику Оттенбю, Оланд, Швеція
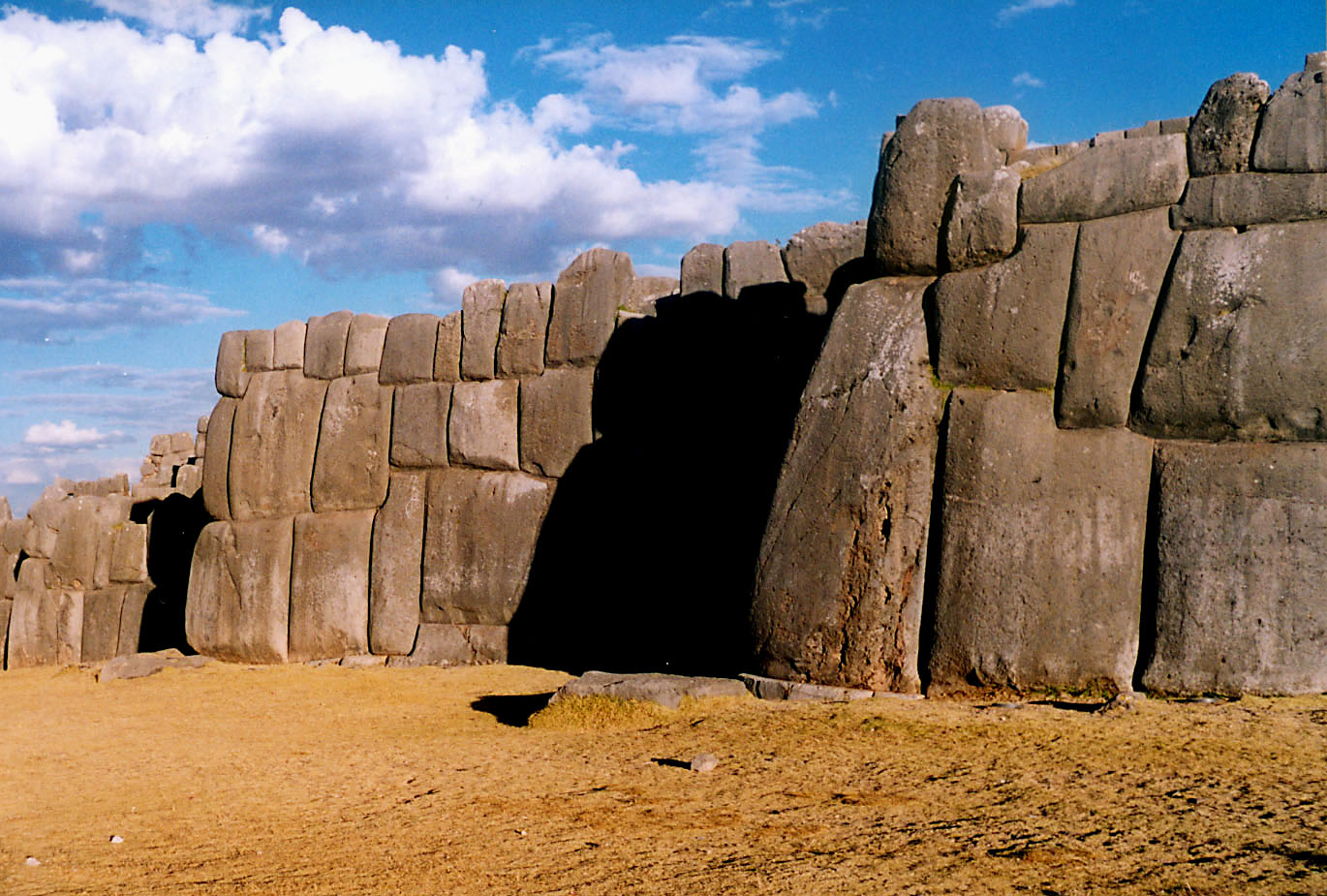
Стіни епохи інків, фортеця Саксайуаман, Куско, Перу
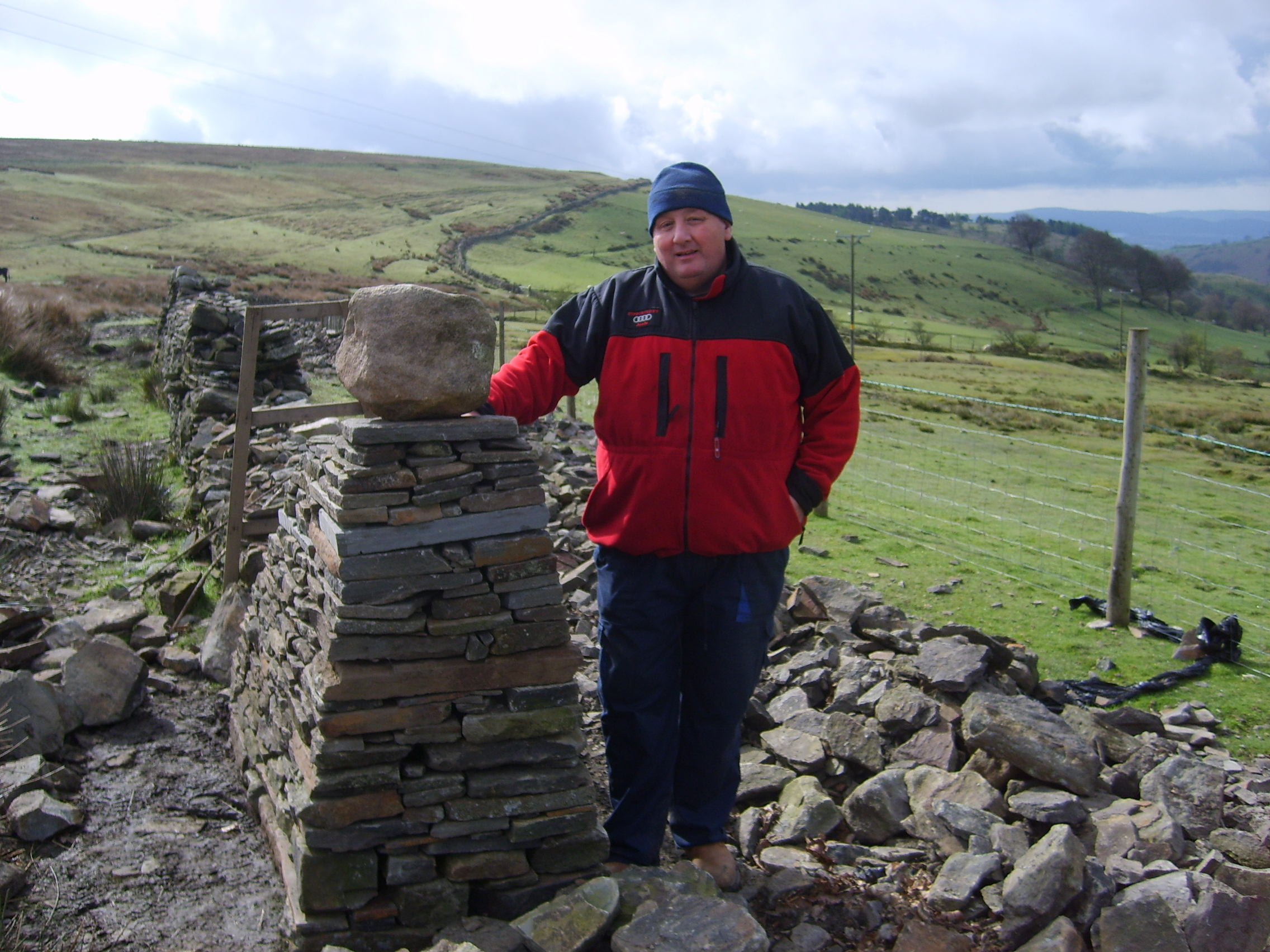
Закінчена секція стіни в південному Уельсі
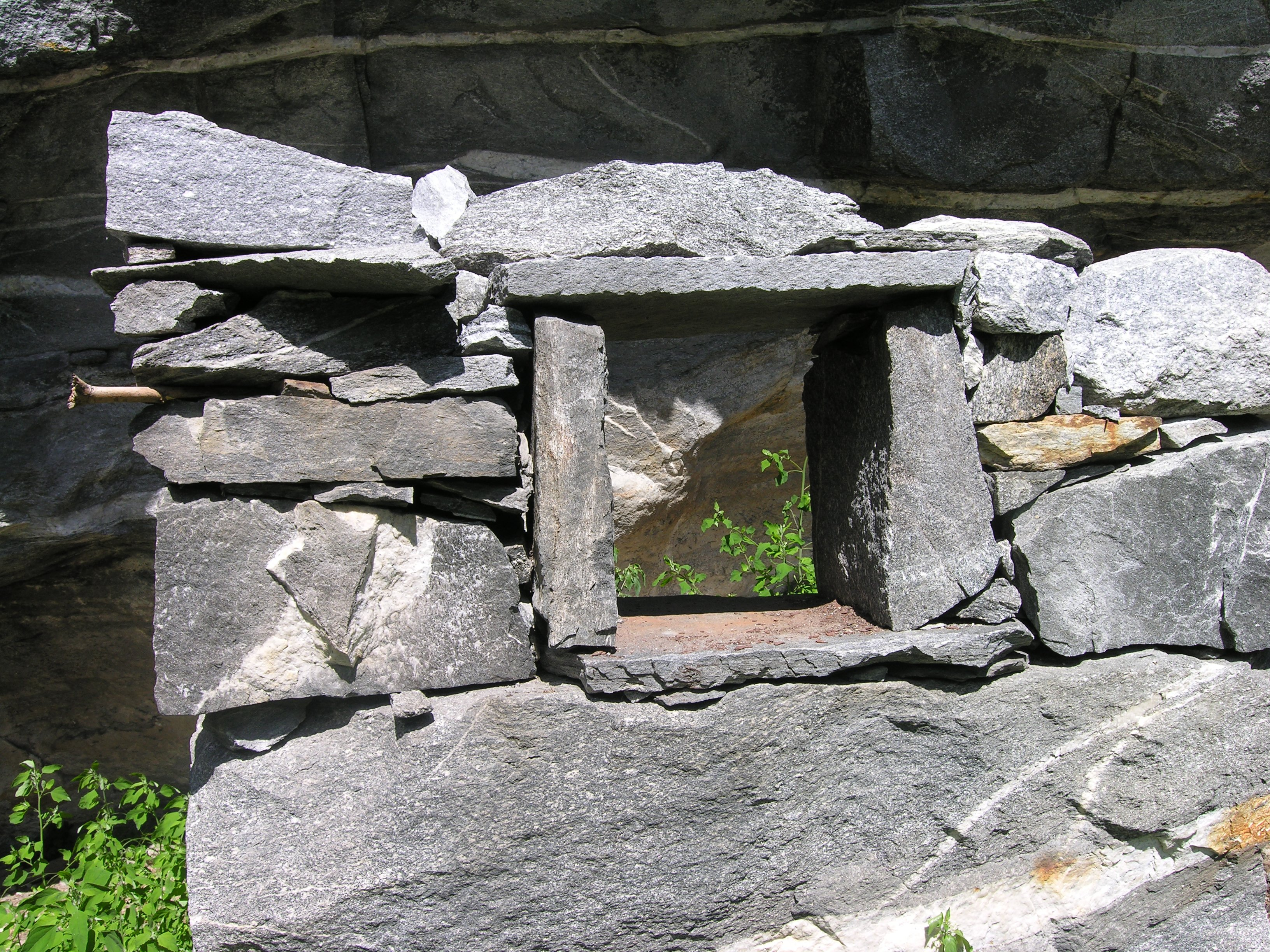
Стіна сухою кладкою з вікном у Біньяско, Швейцарія, кантон Тічино
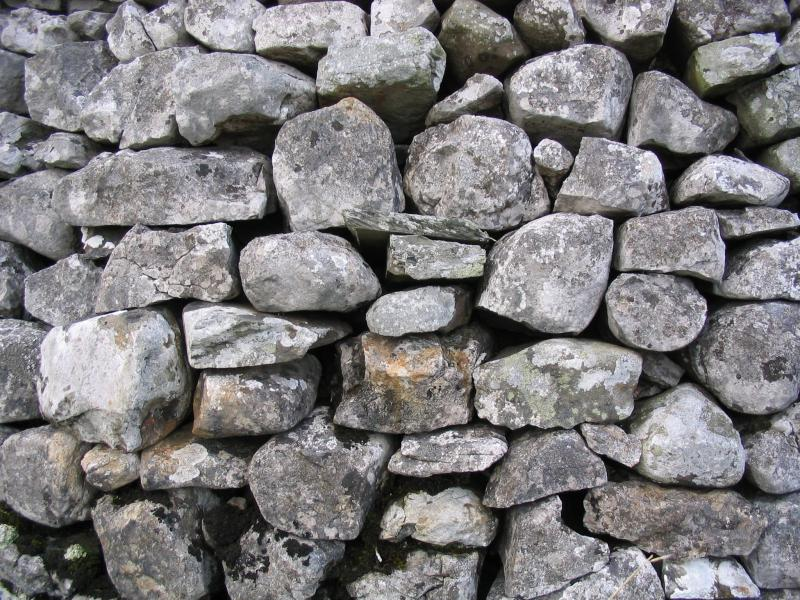
Деталь стіни виконаної сухою кладкою в Йоркшир-Дейлз
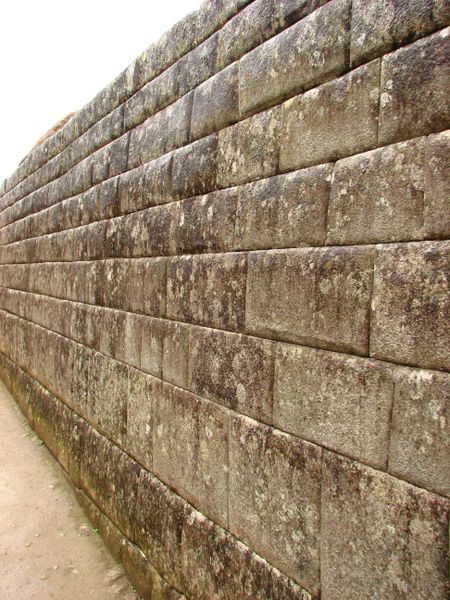
Стіна в Мачу-Пікчу, Перу
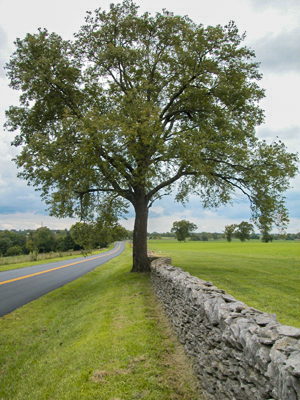
Стіна з місцевого вапняку в центрі Кентуккі
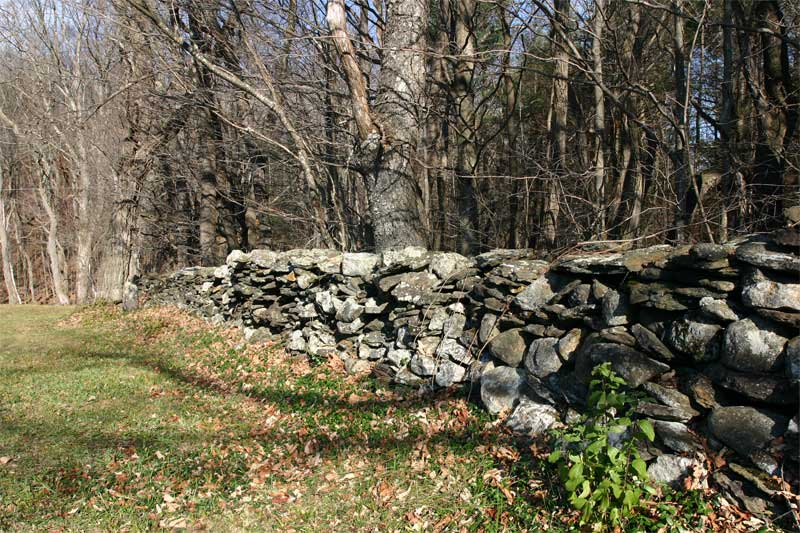
Кам'яний паркан
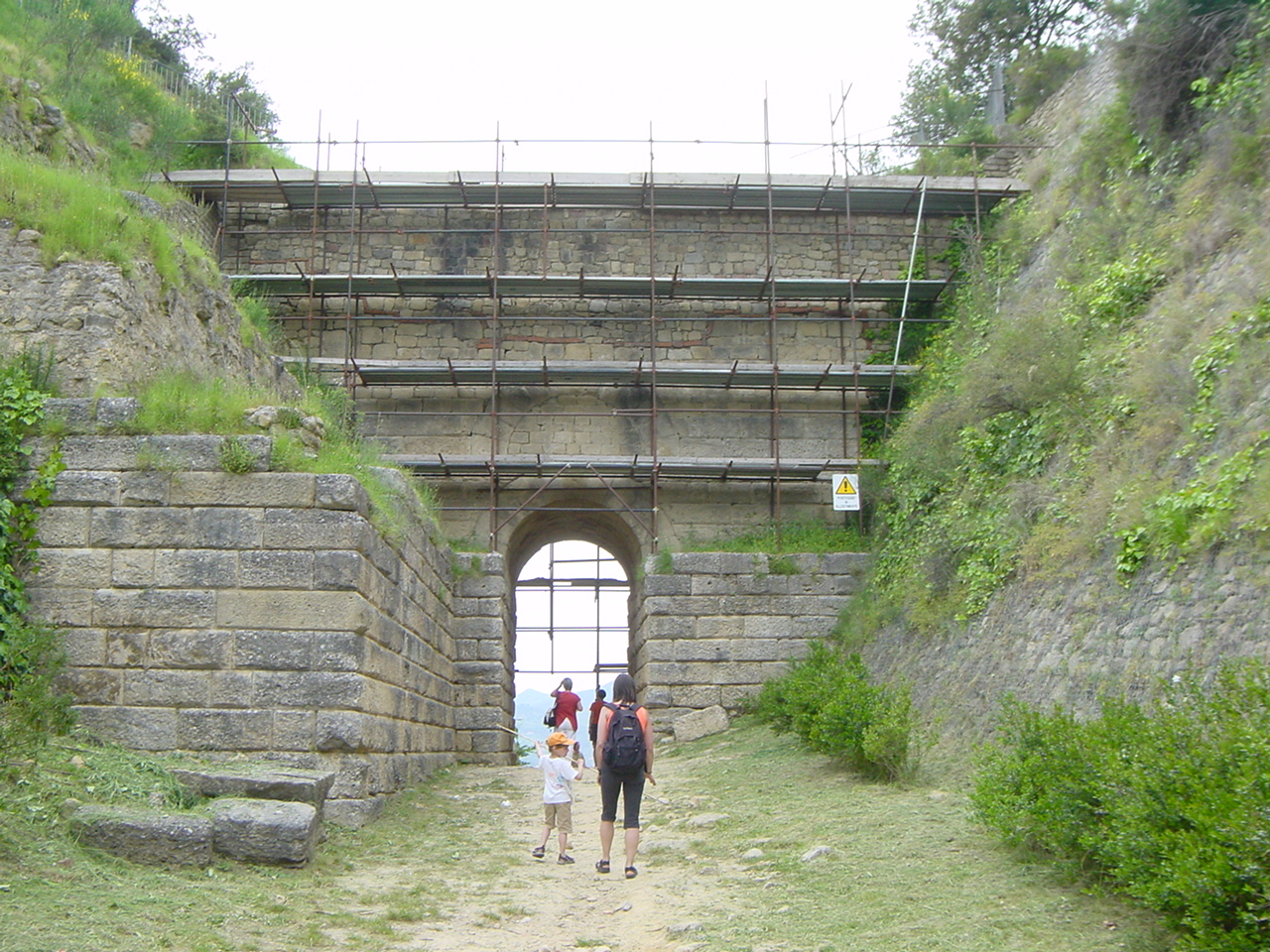
Арка, викладена сухою кладкою, т.наз. Porta Rosa (IV  в. до н.е.), Елея, Велика Греція (нині південь Італії)
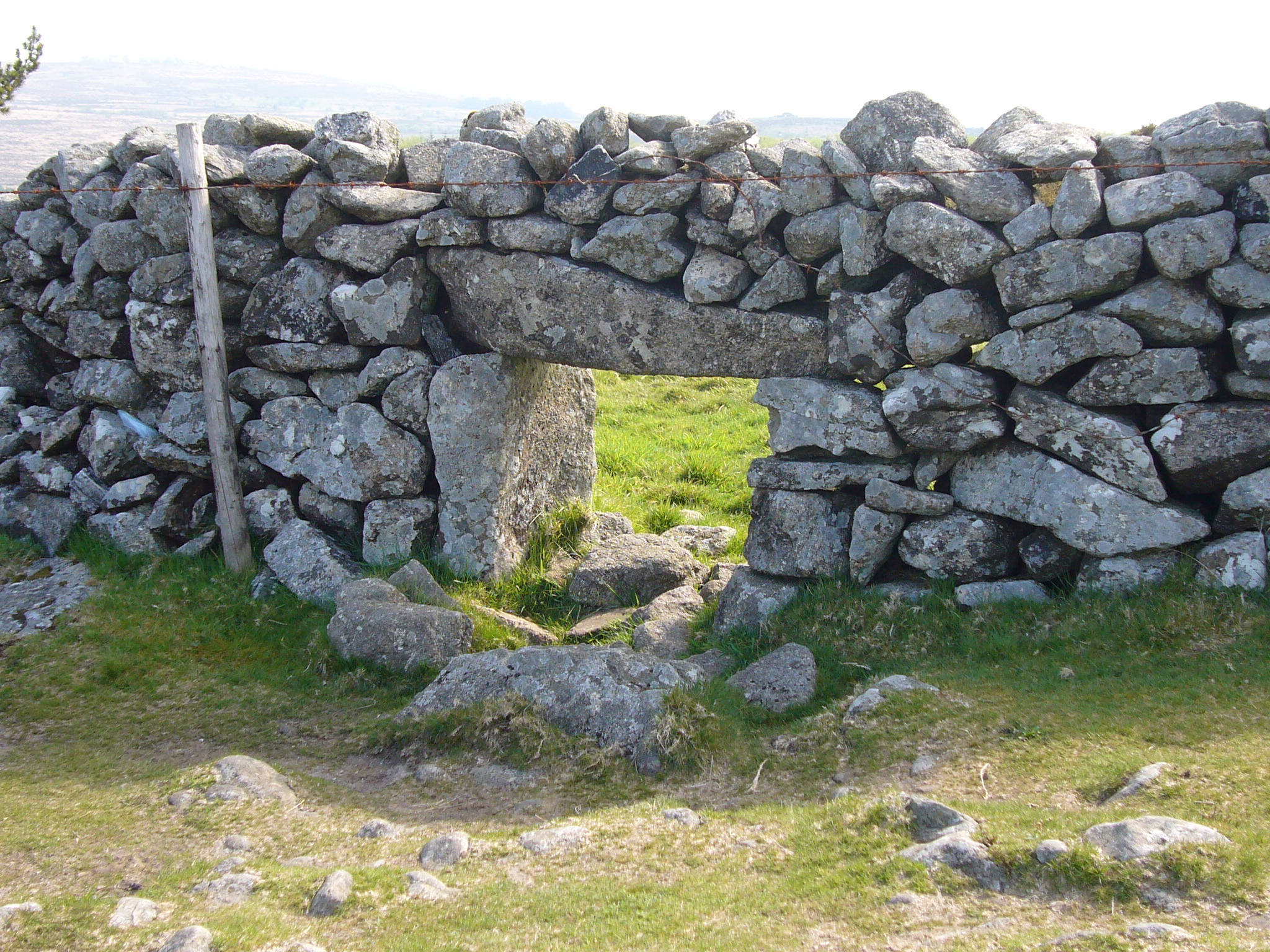
Дартмур, Велика Британія
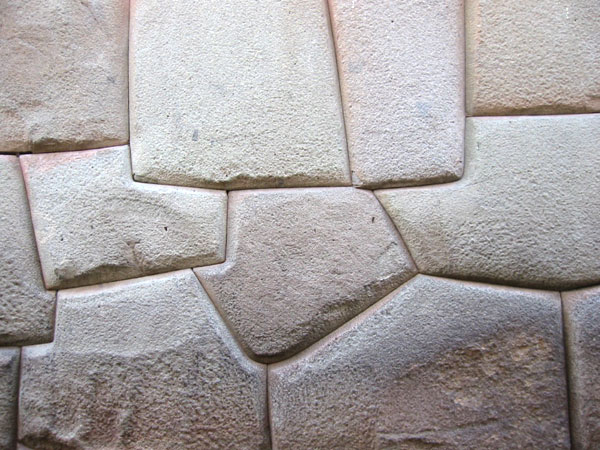
Стіна в Куско, Перу
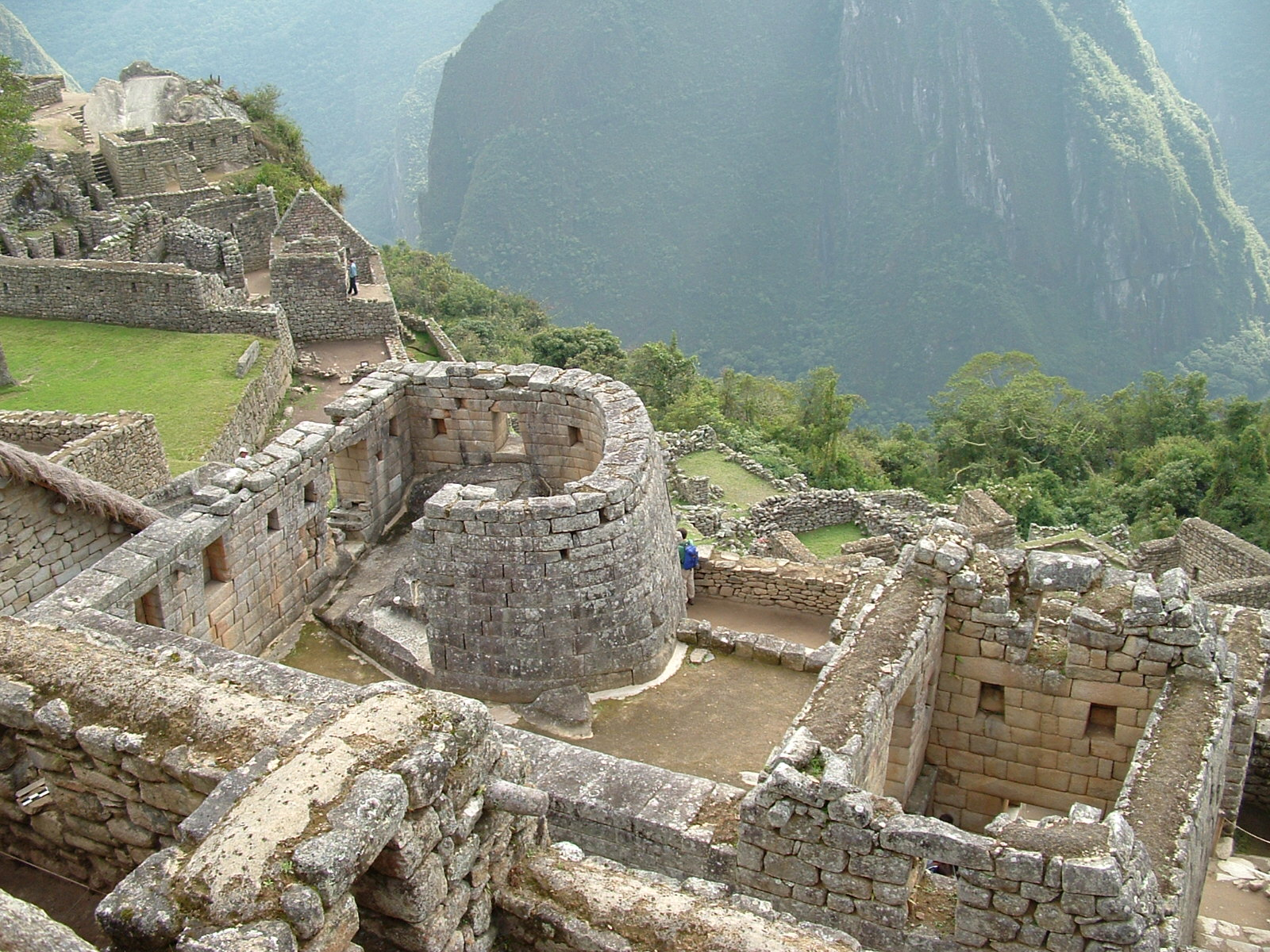
Стіна в Мачу-Пікчу, Перу
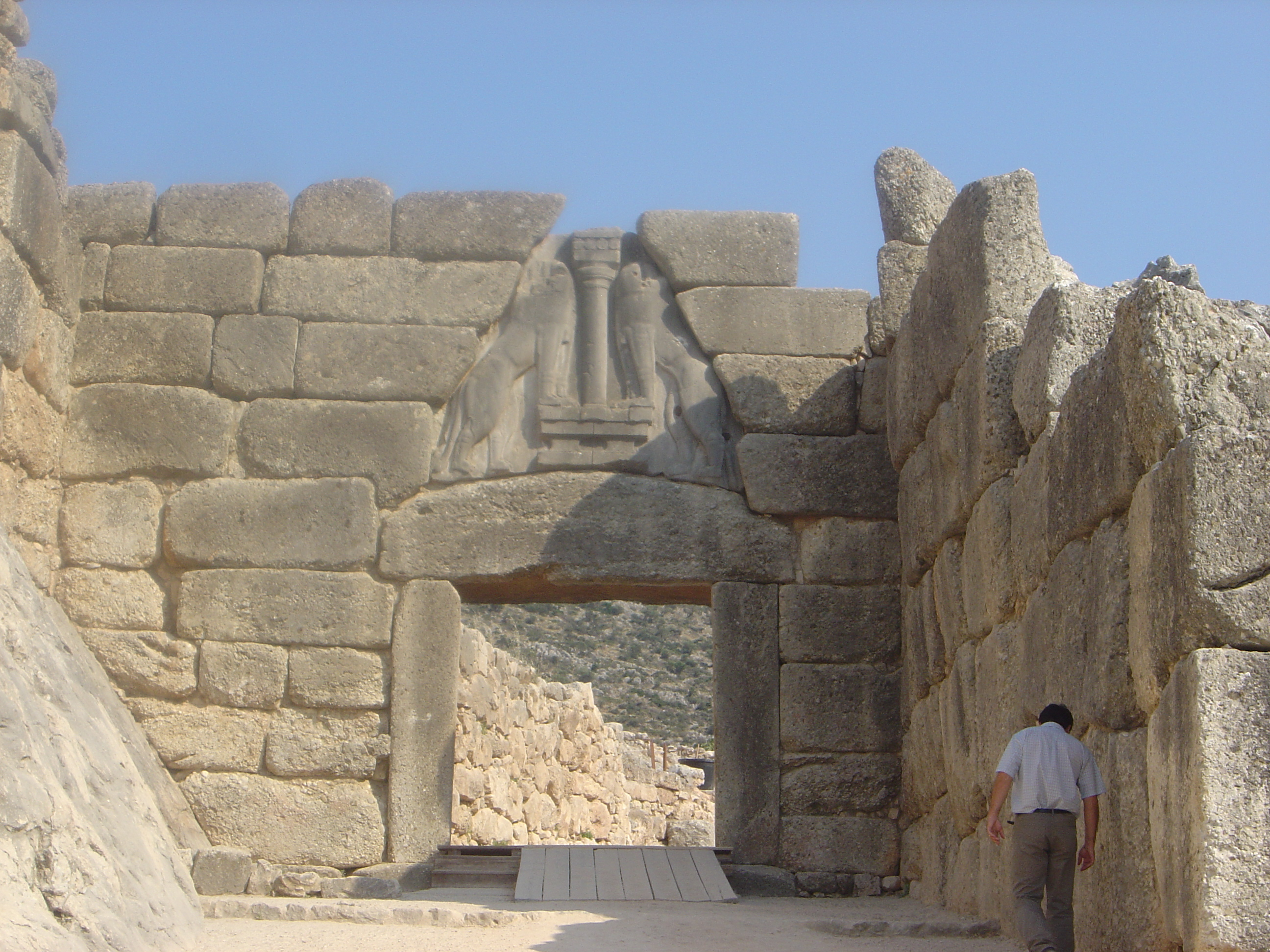
Левова брама в мікенському акрополі
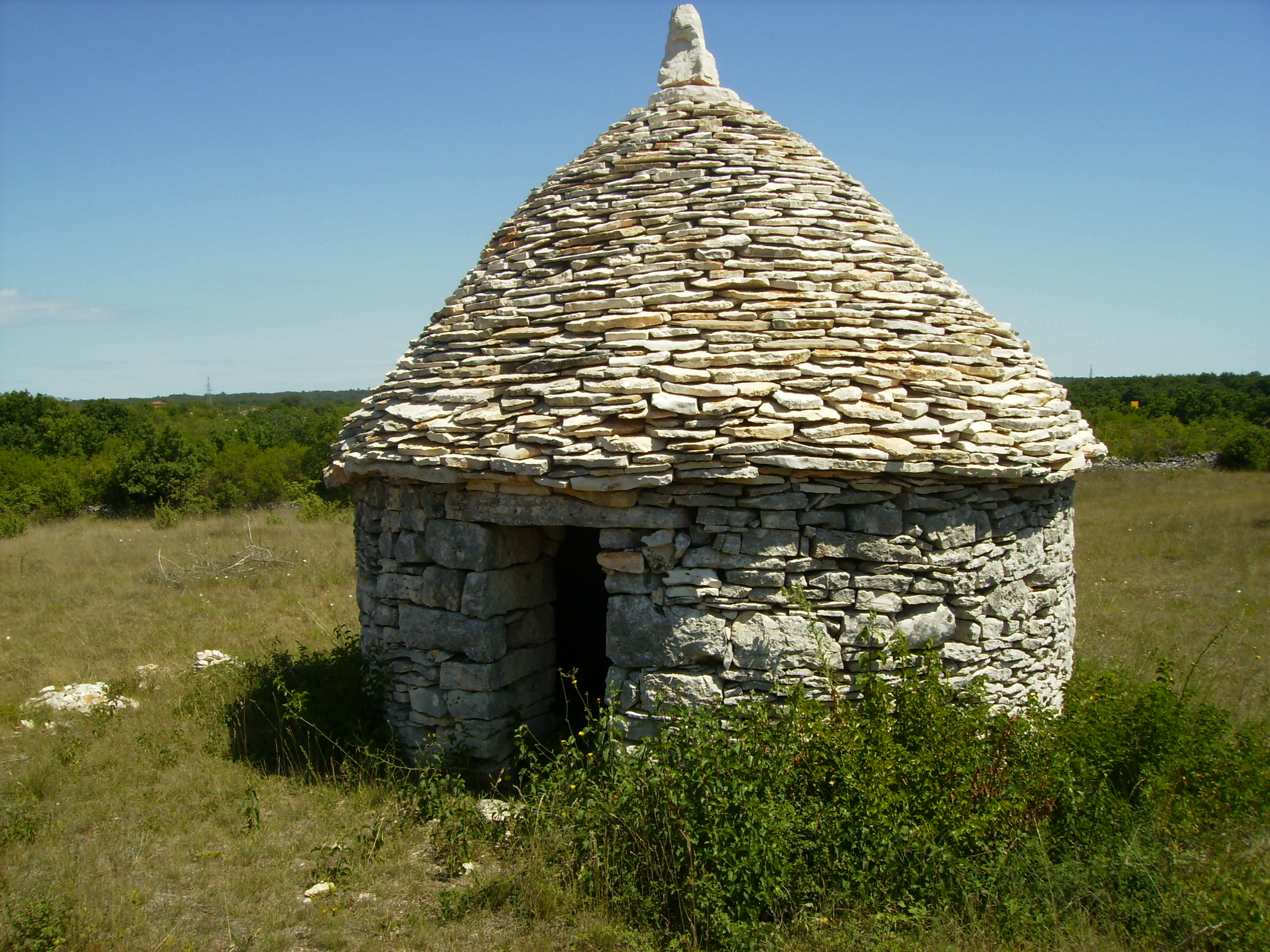
Кажун у Хорватії